# Rugby union na Letnich Igrzyskach Olimpijskich 1924
Rugby union na Letnich Igrzyskach Olimpijskich 1924 rozegrane zostało w dniach 4–18 maja 1924 roku na Stade olympique de Colombes położonym w Colombes leżącym w pobliżu Paryża, gospodarza tych igrzysk. Była to czwarta edycja olimpijskich zawodów w rugby union w historii, a do rywalizacji przystąpiły trzy zespoły reprezentujące Francję, Stany Zjednoczone i Rumunię.
W czasie igrzysk zostały rozegrane trzy mecze. Reprezentacja Stanów Zjednoczonych, wygrywając oba mecze, zdobyła złoty medal, srebro otrzymali Francuzi po zwycięstwie nad Rumunami, którym przypadł brąz.

## Tło zawodów
Rugby, które było sportem nieobowiązkowym na igrzyskach w Antwerpii, zostało decyzją Międzynarodowego Komitetu Olimpijskiego włączone do programu igrzysk w 1924 roku jako dyscyplina obowiązkowa. Po raz kolejny jednak brak zainteresowania, z uwagi na złą reputację francuskich kibiców bądź wysokie koszty podróży do Europy, wykazały reprezentacje z Wysp Brytyjskich, Południowej Afryki, Australii i Nowej Zelandii, zgłosiły się natomiast zespoły reprezentujące Stany Zjednoczone i Francję – medalistów poprzedniej edycji – oraz Rumunię.
We wrześniu 1923 roku United States Olympic Committee wyraził zgodę na start amerykańskiej drużyny w celu obrony tytułu, podobnie jak cztery lata wcześniej pozostawiając finansowanie wyprawy oraz selekcję zawodników kalifornijskiemu komitetowi, któremu przewodniczył były nowozelandzki rugbysta Jim Wylie. Po prasowych ogłoszeniach wybrano drużynę składającą się w większości ze studentów Stanford University uprawiających futbol amerykański wzmocnioną złotymi medalistami z Antwerpii. Zebrała ona dwadzieścia tysięcy dolarów i udała się w liczącą sześć tysięcy mil podróż – pociągiem, autobusem, statkiem i promem – do Europy. Ich trener, Charlie Austin, polegał głównie na warunkach fizycznych, szybkości i wytrzymałości swoich zawodników, które miały pokryć braki w technice, jednak prócz treningów na SS America odbywały się również zajęcia z zasad rugby i taktyki. Przed przybyciem do Paryża zespół rozegrał w ramach przygotowań kilka przegranych sparingowych spotkań w Anglii. W skład reprezentacji rumuńskiej wchodzili natomiast zawodnicy trzech klubów – Stadiul Român, Sportul Studențesc i Tenis Club Român – w szczególności z tego pierwszego, będącego ówczesnym mistrzem kraju. Z uwagi na brak zainteresowania rumuńskiego rządu, sportowcy udający się na paryskie igrzyska sami przy pomocy klubów opłacili swój wyjazd – czterodniowa podróż odbywała się najpierw pociągiem trzeciej klasy, zaś ostatni etap zawodnicy przebyli stojąc w zatłoczonym pociągu z emigrantami.
Zawody zostały zorganizowane przez Fédération Française de Rugby i rozegrane systemem kołowym w trzy kolejne niedziele – 4, 11 i 18 maja 1924 roku – na Stade olympique de Colombes, głównej arenie tych igrzysk. Na wszystkich trzech meczach turnieju zjawiło się łącznie 41 268 widzów, a przychody ze sprzedanych biletów wyniosły 367 264 franków. Zgodnie z zasadami gry podczas tych zawodów przyłożenie oraz karny warte były trzy punkty, podwyższenie dwa, zaś inne kopy na bramkę cztery. Zarówno Francuzi, jak i Amerykanie łatwo pokonali najsłabszych w stawce Rumunów, czyniąc ostatni mecz zawodów rewanżem za medalowy pojedynek z 1920 roku. Atmosfera przed nim była napięta – amerykańskim zawodnikom utrudniano treningi, odwoływano zaplanowane sparingi, zostali także okradzeni. Sytuację podsycała francuska prasa kwestionując amatorski status graczy bądź też sugerując bycie saloonowymi zawadiakami, szczególnie po incydencie w porcie Boulogne-sur-Mer, gdy Amerykanie utorowali sobie siłą drogę na ląd po tym, jak francuscy celnicy omyłkowo odmówili im wstępu do kraju. Punktem spornym był także wybór sędziego. Amerykanie nie zgodzili się na wstępnie wytypowanego brytyjskiego admirała, byłego zawodnika, Percy’ego Roydsa, strony ostatecznie przystały na walijskiego arbitra, Alberta Freethy’ego. Mecz toczył się pod dyktando Amerykanów, a gdy porażka gospodarzy była już nieunikniona, francuscy kibice potwierdzili swoją złą reputację. Obecni na trybunach amerykańscy kibice zostali pobici, laską został uderzony także jeden z rezerwowych graczy, a na boisko posypały się butelki i kamienie. Star Spangled Banner został zagłuszony, sami zawodnicy zostali zaś odeskortowani z boiska przez żandarmów. W interesie pozostałej części igrzysk francuska prasa zmieniła ton portretując złotych medalistów jako atletów, szybkich, silnych i energicznych, posiadających umiejętności, które rzadko były spotykane we Francji.
Pomimo dwóch przegranych spotkań, brąz zdobyty przez rumuńskich rugbystów był pierwszym medalem w historii startów tego kraju na letnich igrzyskach olimpijskich. Reprezentacja Rumunii została w 2012 roku przyjęta do IRB Hall of Fame, podobnie jak amerykańska.
W 1925 roku z funkcji przewodniczącego MKOl zrezygnował Pierre de Coubertin, zaś jego następca Henri de Baillet-Latour nie był zwolennikiem tego sportu. Pomimo wsparcia holenderskich zawodników turniej nie został zaplanowany na igrzyskach w Amsterdamie, podobnie jak i cztery lata później w Los Angeles, bowiem w USA rugby uprawiane było jedynie w kilku klubach. Nieoficjalny turniej w czterozespołowej obsadzie odbył się jednakże przed igrzyskami w Berlinie w 1936 roku.

## Przebieg zawodów

### Mecz 1
W rozegranym 4 maja meczu otwarcia Francuzi wysoko pokonali Rumunów trzynastokrotnie przykładając piłkę na polu punktowym rywali – cztery z tych przyłożeń zdobył zawodnik Stade Français, Adolphe Jauréguy.
| 4 maja 192415:30 | Francja | 61:3(19:3) | Rumunia       | Stade olympique de Colombes, Colombes Widzów: 13 654 Sędzia: Jacques Muntz |
| 4 maja 192415:30 | Béhotéguy 9 (2P, K) Dupouy 6 (2P) Etcheberry 3 (P) Gérintès 6 (2P) Got 6 (2P) Jauréguy 12 (4P) Béguet 19 (8pd, K) | 61:3(19:3) | Florian 3 (K) | Stade olympique de Colombes, Colombes Widzów: 13 654 Sędzia: Jacques Muntz |

### Mecz 2
Tydzień później odbyło się drugie spotkanie zawodów z udziałem Rumunii i USA. Miało ono podobny przebieg jak pierwszy z olimpijskich pojedynków, a Amerykanie odnieśli łatwe zwycięstwo nad europejskimi przeciwnikami zdobywając łącznie dziewięć przyłożeń, do tego sześć celnych kopów zaliczył Charles Doe. Reprezentanci Stanów Zjednoczonych mieli wyraźną przewagę we wszystkich aspektach gry wygrywając wszystkie wrzuty z autu oraz wszystkie prócz jednego wznowienia w młynie. Zarówno amerykańska, jak i francuska prasa sportowa podkreślała ich umiejętną grę oraz warunki fizyczne i sprawność.
| 11 maja 192415:30 | Rumunia                                                        | 0:37 | Stany Zjednoczone | Stade olympique de Colombes, Colombes Widzów: 6225 |
| 11 maja 192415:30 | Cleaveland 3 (P) Hyland 12 (4P) Patrick 9 (3P) Doe 13 (5pd, K) | 0:37 |                   | Stade olympique de Colombes, Colombes Widzów: 6225 |

### Mecz 3

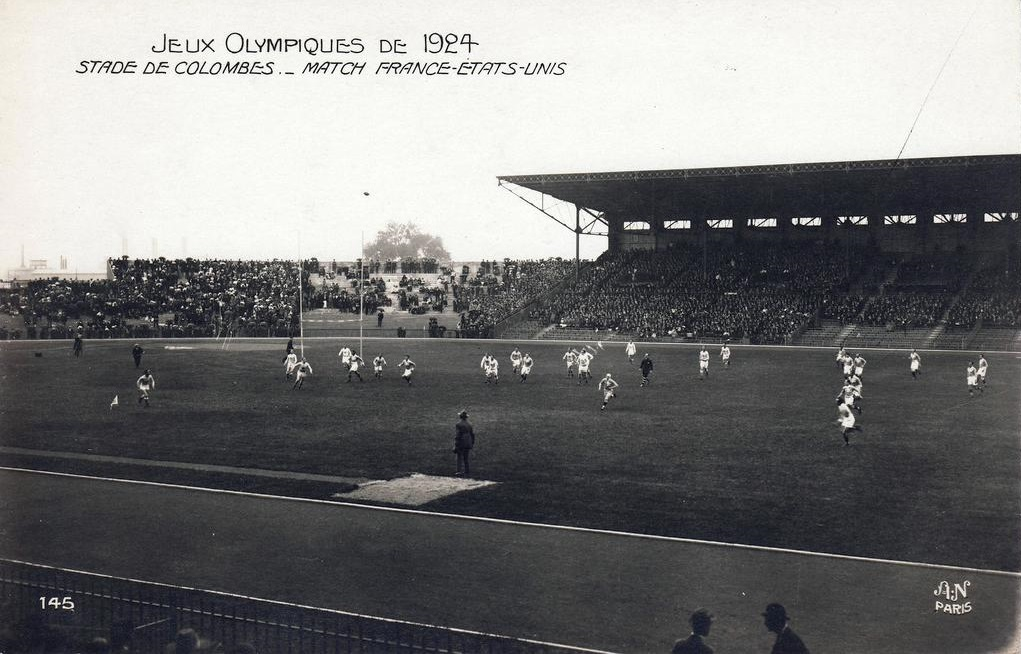
Mecz Francja–USA

Paryscy bukmacherzy obstawiali dwadzieścia do jednego na korzyść francuskiego zespołu, a rozmiar zwycięstwa szacowany był na dwadzieścia punktów, toteż zebrani pomimo deszczu na stadionie kibice oczekiwali łatwego zwycięstwa gospodarzy. Amerykanie nosili białe stroje z niebieskim paskiem oraz białe skarpety w czerwone i niebieskie pasy, ich przeciwnicy zaś wystąpili w niebieskich koszulkach i skarpetach oraz białych spodenkach. Gra była toczona w szybkim tempie, a ataki dążących do rewanżu za porażkę cztery lata wcześniej Francuzów były rozbijane silną obroną gości. Już na początku spotkania Adolphe Jauréguy został zatrzymany przez Williama Rogersa, który taką obronę zaprezentował także w kolejnej akcji. Wkrótce po kolejnej szarży, tym razem Alana Valentine’a, Jauréguy został zniesiony z boiska. Grający w przewadze Amerykanie do przerwy zdobyli jednak tylko jedno niepodwyższone przyłożenie Farisha. W drugiej połowie francuska obrona, osłabiona brakiem kontuzjowanego Jeana Vaysse, uległa bezustannemu naporowi amerykańskich ataków, które zaowocowały kolejnymi czterema przyłożeniami. Punktami dla gospodarzy zakończyła się jedynie akcja Henriego Galau zainicjowana przez André Béhotéguy. We francuskiej prasie oraz oficjalnym raporcie stwierdzono, iż Francuzi nie mogli sprostać szybkim i silnym przeciwnikom, choć częściowo tłumaczono to zmęczeniem sezonem.
| 18 maja 192415:30 | Francja     | 3:17(0:3) | Stany Zjednoczone                                                  | Stade olympique de Colombes, Colombes Widzów: 21 389 Sędzia: Albert Freethy |
| 18 maja 192415:30 | Galau 3 (P) | 3:17(0:3) | Farish 6 (2P) Mannelli 3 (P) Patrick 3 (P) Rogers 3 (P) Doe 2 (pd) | Stade olympique de Colombes, Colombes Widzów: 21 389 Sędzia: Albert Freethy |

## Medaliści
| Konkurencja | Złoto             | Srebro  | Brąz    |
| Rugby union | Stany Zjednoczone | Francja | Rumunia |

## Składy

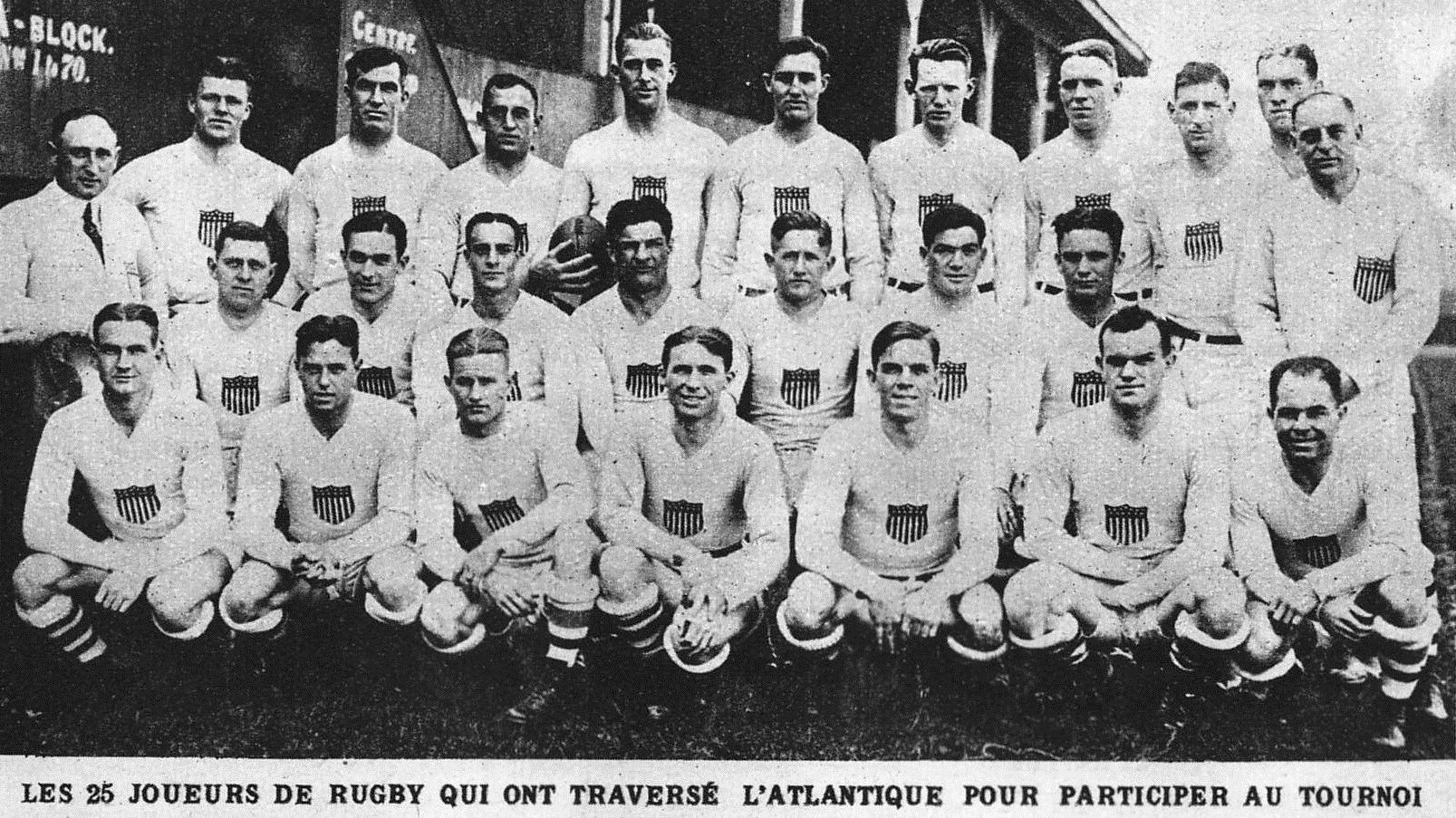
Zespół USA

| Stany Zjednoczone | Francja | Rumunia |
| --- | --- | --- |
| - Philip Clark - Norman Cleaveland - Dudley DeGroot - Robert Devereaux - George Dixon - Charles Doe - Linn Farish - Edward Graff - Richard Hyland - Caesar Mannelli - John O’Neil - Jack Patrick - William Rogers - Rudy Scholz - Colby Slater - Norman Slater - Edward Turkington - Alan Valentine - Alan Williams | - René Araou - Jean Bayard - Louis Béguet - André Béhotéguy - Alexandre Bioussa - Étienne Bonnes - Adolphe Bousquet - Aimé Cassayet-Armagnac - Clément Dupont - Albert Dupouy - Jean Etcheberry - Henri Galau - Gilbert Gérintès - Raoul Got - Adolphe Jauréguy - Félix Lasserre - Marcel-Frédéric Lubin-Lebrère - Étienne Piquiral - Jean Vaysse | - Dumitru Armășel - Gheorghe Benția - Teodor Florian - Ion Gârleșteanu - Teodor Marian - Nicolae Mărăscu - Sorin Mihăilescu - Paul Nedelcovici - Iosif Nemeș - Soare Sterian - Eugen Sfetescu - Mircea Sfetescu - Atanasie Tănăsescu - Mihai Vardală - Paul Vidrașcu - Dumitru Volvoreanu |